# Drymophloeus subdistichus
Veitchia subdisticha là loài thực vật có hoa thuộc họ Arecaceae. Loài này được (H.E.Moore) H.E.Moore mô tả khoa học đầu tiên năm 1969.